# Markante Tongenaar
De Markante Tongenaar is een onderscheiding voor een persoon of een vereniging in Tongeren die op cultureel, sociaal of wetenschappelijk vlak zijn steentje heeft bijgedragen aan de maatschappij. Sinds 2003 huldigt het Vermeylenfonds onder de auspiciën van de stad Tongeren, een Tongenaar als Markante Tongenaar. De prijs wordt jaarlijks uitgereikt in oktober of november tijdens een benefietevenement in het cultureel centrum De Velinx.
In 2020 werd de onderscheiding niet uitgereikt vanwege de coronamaatregelen.

## Laureaten
- 2003: Jean Lambrechts, Componist
- 2004: geen editie
- 2005: De Basilicaconserten, Muziek
- 2006: Robert Cailliau, Wetenschapper[1]
- 2007: Marc Claesen [de], Bariton
- 2008: Fud Candrix, Jazzmuzikant[2]
- 2009: Tongerse Harmonies, Muziek
- 2010: Philippe Lebeau, Kunstenaar[3]
- 2011: Luc Ponet [en], Organist
- 2012: Raf Verjans, Kunstenaar[4]
- 2013: Piet Swerts, Componist[5]
- 2014: Michel Tilkin, Dirigent[6]
- 2015: Alexander Ponet, Percussionist[7]
- 2016: Philippe Boesmans, Componist & Chantal Bohets, Pianist
- 2017: Coco Meesen, Kunstenares[8]
- 2018: Marc Noppen, Wetenschapper[9]
- 2019: Tongers Nieuw Theater, Theater[10]
- 2020: geen editie
- 2021: Marie-Claire Leonard, Vlaams integratiebeleid[11]
- 2022: Patrick Lambrix, Wetenschapper[12]
- 2023: Michèle Coninsx, Magistraat[13]
- 2024: Louis Walpot, Wetenschapper[14]